# Give Me Your Love (musikalbum)
Give Me Your Love är popduon Fames debutalbum, det släpptes 2003. Albumet placerade sig som bäst på elfte plats på den svenska albumlistan.

## Låtlista
1. "Pop into My Heart"
2. "Like the Sun After Rain"
3. "Ett kort ögonblick" ("A Moment Like This") (Solo av Jessica)
4. "Give Me Your Love"
5. "Don't Stop" (Solo av Magnus)
6. "Single Girl" (Solo av Jessica)
7. "The Way You Love Me"
8. "Perfect Bliss" (Solo av Jessica)
9. "Om du var här"
10. "Feelings of Love"
11. "Save My Soul" (Solo av Magnus)
12. "Anyway You Want It" (Solo av Jessica)
13. "You're Once You're Twice" (Solo av Magnus)
14. "Säg att du stannar kvar" (Solo av Jessica)

## Listplaceringar
| Lista (2003) | Topplacering |
| ------------ | ------------ |
| Sverige      | 15           |